# Ефект Ааронова — Бома
Ефект Ааронова-Бома (англ. Aharonov-Bohm effect) — квантовомеханічний ефект, який характеризує вплив зовнішнього електромагнітного поля, що зосереджене в ділянціі, недосяжній для зарядженої частинки, на її квантовий стан. Наявність такого нелокального впливу електромагнітного поля на заряджену частинку, який зникає в класичному наближенні, підкреслює, що при квантовому розгляді взаємодії зарядженої частинки з електромагнітним полем останнє не зводиться до локальної дії на неї сили Лоренца.
Вперше на можливість такого ефекту вказали Еренберг (W.Ehrenberg) та Сайді (R.E.Siday) в 1949 році. Незалежно детальний теоретичний розгляд ефекту здійснено  Я. Аароновим та Д. Бомом в 1959 році, які підкреслили його тісний зв'язок з положеннями квантової теорії. Їхні дослідження привернули увагу до особливої ролі електромагнітних потенціалів в квантовій теорії.

## Опис ефекту

Типова схема спостереження ефекту Ааронова-Бома. Інтерференція спостерігається у випадку включення магнітного поля в тонкому соленоїді.

Формально можливість ефекту Ааронова-Бома обумовлена тим, що рівняння Шредінгера для хвильової функції зарядженої частинки в зовнішньому електромагнітному полі містить потенціал цього поля. Він визначає фазу хвильової функції і при виборі відповідної геометрії досліду призводить до інтерференційного ефекту навіть за відсутності прямої силової дії поля на частинку. Цей ефект не залежить від вибору калібрування потенціалів і обумовлений різницею фаз вздовж різних можливих шляхів розповсюдження частинки. Він існує як для скалярного, так і для векторного потенціалу електромагнітного поля.
Ефект яскраво проявляє себе при розсіюванні зарядженої частинки на нескінченному соленоїді радіусу {\displaystyle R}, який розташовано перпендикулярно до руху частинки. Всередині цього соленоїду є магнітний потік {\displaystyle \Phi }, який оточений непроникним для часток циліндричним екраном радіусу {\displaystyle R_{0}>R}. В цьому випадку хвильова функція частинки повністю зосереджена в ділянці, де магнітне поле відсутнє і тільки векторний потенціал {\displaystyle \mathbf {A} } відмінний від нуля завдяки теоремі Стокса:
{\displaystyle \oint \limits _{L}^{}\mathbf {A} \,d\mathbf {l} =\Phi },
де інтеграл треба брати вздовж контуру {\displaystyle L}, який охоплює соленоїд. Тому, хоч сила Лоренца на заряджену частинку не діє, проте амплітуда циліндричної хвилі, що розходиться, виявляється залежною від потоку магнітного поля. Вона містить два члени, один з яких описує розсіювання на екранній поверхні і зникає при {\displaystyle R_{0}\to 0}. Другий член, котрий не залежить від {\displaystyle R_{0}}, визначає амплітуду розсіювання Ааронова-Бома:
{\displaystyle f(\varphi )\approx {\frac {1}{\sqrt {2\pi k}}}{\frac {\sin(\pi \Phi /\Phi _{0})}{\sin(\varphi /2)}}}
де {\displaystyle \varphi } — кут розсіювання, який вимірюють від напряму падаючої плоскої хвилі (котра описує вільну частинку з імпульсом {\displaystyle \hbar \mathbf {k} }), а {\displaystyle \Phi _{0}=2\pi \hbar c/e-} квант магнітного потоку ({\displaystyle e-} заряд частинки). Цією ж формулою описують амплітуда розсіювання зарядженої частинки на соленоїді без захисного екрану в граничному випадку нескінченно тонкого соленоїду ({\displaystyle R=0}) із заданим потоком {\displaystyle \Phi }. Ця формула несправедлива в ділянці малих кутів, де точний розрахунок показує наявність тіні за розсіювачем, причому коефіцієнт ослаблення амплітуди падаючої плоскої хвилі рівний {\displaystyle \cos(\pi \Phi /\Phi _{0})}.
Характерною особливістю розсіювання Ааронова-Бома є зникнення розсіяної хвилі, якщо магнітний потік в соленоїді дорівнює цілому числу ({\displaystyle n}) квантів потоку {\displaystyle \Phi =n\Phi _{0}}. В цьому випадку точна хвильова функція відрізняється від хвильової функції вільної частинки лише на калібровочний множник {\displaystyle \exp(in\phi )}, і таке магнітне поле не впливає на квантовий стан частинки. Умова відсутності розсіювання Ааронова-Бома має збіжність з умовою квантування Дірака для «магнітних монополів».
При розсіянні на соленоїді хвильових пакетів ширини {\displaystyle a} з параметром удару {\displaystyle d} в амплітуді розсіяння виникає множник {\displaystyle exp{\frac {-d^{2}}{2a^{2}}}}, що зменшує її, якщо хвильовий пакет не охоплює соленоїд. Це показує, що класична заряджена частинка, яку описує хвильовий пакет зникаючо-малої ширини не відчуває на собі розсіяння Ааронова-Бома.

## Електричнийефект Ааронова-Бома
Оскільки фаза хвильової функції залежить від векторного магнітного потенціалу, то вона також залежить і від скалярного електричного потенціалу. Конструюючи ситуацію коли електростатичний потенціал змінюється на різних шляхах проходження частинки через ділянки з нульовим електричним полем, також можна передбачити ефект Ааронова-Бома через явища інтерференції, обумовлені зсувом фази. Відсутність електричного поля означає те, що в класичному випадку тут просто не повинно було бути ніякого ефекту.
Із рівняння Шредінгера відомо, що фаза хвильової функції з енергією E має вигляд (пропорційна) {\displaystyle \exp(-iEt/\hbar )}. Проте енергія залежить від електростатичного потенціалу V для частинки із зарядом q. В окремому випадку, для ділянки з постійним потенціалом V (нульове поле), енергію електростатичного поля qV просто додають до E, що й визначає зсув фази.
{\displaystyle \Delta \phi =-{\frac {qVt}{\hbar }},}
де t час, протягом якого частинка перебуває в потенціалі.
Це теоретичне передбачення перевіряли на досліді [джерело?] з зарядами, котрі проходили між електропровідними циліндрами вздовж двох шляхів. Циліндри екранували частинки від впливу зовнішніх електричних полів в ділянці, де вони пролітали, проте зберігалася можливість зміни внутрішнього електричного поля шляхом прикладання зарядів до циліндрів. Звичайно, подібний дослід доволі тяжкий для практичної реалізації. Тому були використані дещо інші схеми, які включали кільцеву геометрію, котра переривалася тунельними бар'єрами, з прикладеними до бар'єрів напругами V. В цих схемах також виникає зсув фаз Ааронова-Бома, як і в попередніх випадках, що і довели долсіди прооведені в 1998 році.

## Ефект Ааронова-Бома для зв'язаних станів
Існування ефекту Ааронова-Бома для зв'язаних станів можна продемонструвати на прикладі задачі про квантовий ротатор — квантово-механічному розгляді руху частинки з орбітою заданого радіусу {\displaystyle R_{0}}. Якщо орбіта охоплює соленоїд з магнітним потоком
{\displaystyle \Phi }, то спектр енергій зв'язаних стаціонарних станів ротатора
{\displaystyle E_{m}=(\hbar ^{2}/2MR_{0}^{2})(m-\Phi /\Phi _{0})^{2}}
(де {\displaystyle M} — маса частинки а {\displaystyle m} — магнітне квантове число) явно залежить від магнітного потоку в соленоїді. Ця залежність стає очевидною, якщо розглянути процес включення магнітного поля в соленоїді під час якого виникає вихрове електричне поле, що міняє енергію частинки. Аналогічно взаємодіє і класична частинка, проте лише зміна її квантового стану (енергетичного спектру в цьому випадку) дозволяє зроибити висновок про присутність магнітного потоку в соленоїді. При квантовому потоці {\displaystyle \Phi =n\Phi _{0}} енергетичний спектр не відрізняється від спектру ротатора у відсутності соленоїда.
Ефект Ааронова-Бома для зв'язаних станів  зарядженої частинки в однорідному магнітному полі {\displaystyle B} в яке занурений тонкий соленоїд з магнітним потоком {\displaystyle \Phi } призводить до появи додаткової серії {\displaystyle (N+1)}-вироджених рівнів енергії {\displaystyle E_{n}=\hbar \omega (N+1/2\Phi /\Phi _{0})^{2}} (де {\displaystyle \omega =eB/Mc} — циклотронна частота) зсунутих відносно рівнів Ландау на величину, яку визначає дробова частина квантів магнітного потоку в соленоїді. Ці рівні визначають квантові орбіти, котрі охоплюють соленоїд.

## Дослідне підтвердження
Досліди зі спостереження ефекту Ааронова-Бома при розсіянні електронів магнітним полем проводили з 60-х років ХХ ст. Пучок монохроматичних електронів розділляли на два когерентних пучки обтікаючих розсіювач — тонку нитку з магнітного матеріалу (1 мкм в перерізі) чи мініатюрний соленоїд (14 мкм в перерізі), магнітним потоком якого можна було управляти. Потім когеренетні пучки знов з'єднували утворюючи інтерференційну картину, що була в узгодженні з теоретичним обрахунком цього ефекту. Проте при аналізі цих дослідів потрібно враховувати спотворення інтерференційної картини викликані розсіяним магнітним полем, що виникло за рахунок неоднорідного намагнічення нитки і скінченних поздовжніх розмірів розсіювача. Сучасні досліди з тороїдальним магнітом а також із надпровідними квантовими інтерферометрами вільні від цих вад і надійно підтверджують існування ефекту Ааронова-Бома.